# Peter Bösenberg
Peter Bösenberg (* 1970 in Kelkheim) ist ein deutscher Fotograf, Drehbuchautor und Regisseur.

## Leben
Bösenberg studierte 1992–1993 Psychologie an der Technischen Universität Darmstadt, 1994–1995 Kunstgeschichte an der Johann Wolfgang Goethe-Universität Frankfurt am Main, 1996–1997 Journalismus in Berlin und 1997–2002 an der Kunsthochschule für Medien Köln. Peter Bösenberg inszeniert Filme und schreibt Drehbücher.
2002 erhielt er den Regie-Förderpreis „Short Tiger Award“ der Filmförderungsanstalt des Bundes für den Kurzfilm „Abendstimmung“ beim Filmfest München. Seit 2009 arbeitet er an photographischen Serien. Er lebt in Köln.

## Ausstellungen Fotografie

### Einzelausstellung
- 2011 „Blindgänge“, Kunstraum Hengesbach, Wuppertal (D)

### Beteiligungen
- 2012 „20 YEARS“, Hengesbach Gallery, Berlin[1]
- 2009 „Fototal“, Galerie Frei, Cologne
- 1995 Kunstgeschichtliches Institut, University of Frankfurt a. M. (D)

## Film
- 2017 "Backyard Love", short film, 12 min., Premiere bei den Internationalen Hofer Filmtagen[2]
- 2014 „Die Abmachung“, Premiere bei den Hofer Filmtagen, vom WDR koproduzierter Spielfilm
- 2006 „Die Österreichische Methode“, Tobby Holzinger Filmproduktion / Claussen+Wöbke+Putz Filmproduktion, Video-HD, 90 min
- 2003 „N.“, short film, 8 min „Von einem Sommer“, short film, direction: Erica von Moeller, 20 min, 35 mm
- 2002 „Abendstimmung“ short film, 14,5 min, 35 mm „Heim“, short film, direction: Matthias Schellenberg, 19 min, 35 mm
- 2001 „Die Tasche“, short film, direction: Matthias Schellenberg, 14 min, 35 mm
- 2000 „In Klammern“, short film, 4,5 min, 16 mm
- 1999 „Die neuen Jahre (fangen ja gut an)“, short film, 3 min, Beta SP
- 1998 „Wo ist die Stadt?“, short film, 7 min, Beta SP „Ole tanzt“, short film, 2,5 min, 8 mm
- 1997 „Kälter Draußen“, short film, 7 min, Hi8